# Merata Mita
Merata Mita (* 19. Juni 1942 in Maketu; † 31. Mai 2010 in Auckland) war eine neuseeländische Filmregisseurin, Drehbuchautorin und Filmproduzentin, die überwiegend Dokumentarfilme schuf. Sie gilt als eine der ersten Māori-Filmemacherinnen und behandelte in ihren Filmen vor allem die Kultur und Geschichte der indigenen Bevölkerung Neuseelands.

## Leben
Merata Mita wuchs in ihrem Geburtsort Maketu als drittältestes von neun Kindern auf.
Sie unterrichtete später am Kawerau College, wo sie ihren Studenten Inhalte auch über Filme und Videos vermittelte. 1977 war sie das erste Mal an der Erstellung eines Dokumentarfilms beteiligt, bei dem sie für einen Pākehā-Filmemacher Interviews mit Māori organisierte. Im selben Jahr sprach sie in der Dokumentarserie Women – Māori Women in a Pākehā World über ihre Rolle als alleinerziehende Mutter. Verärgert über die verzerrte Darstellung von Māori und ihrer Kultur in Filmen und Fernsehserien, wandte sie sich verstärkt der Produktion eigener Werke zu. Nachdem sie zunächst als Co-Director und Co-Producer weitere Erfahrung gesammelt hatte, gab sie 1983 mit dem Dokumentarfilm Patu! ihr Debüt als eigenständige Regisseurin.
In den nächsten Jahren entstanden zahlreiche weitere Filme, darunter auch der Spielfilm Mauri mit Anzac Wallace, Eva Rickard und James Heyward in den Hauptrollen.
Sie starb am 31. Mai 2010 in Auckland im Alter von 67 Jahren.
Mita hatte sechs Kinder. Aus ihrer Ehe mit Regisseur Geoff Murphy ging der Sohn Heperi „Hepi“ Mita hervor, der 2018 den Dokumentarfilm Merata: How Mum Decolonised the Screen über seine Mutter drehte.

## Filmografie (Auswahl)
Filmregisseurin
- 1980: Bastion Point: Day 507 (Dokumentarfilm)
- 1980: Keskidee Aroha (Dokumentarfilm)
- 1982: The Bridge: A Story of Men in Dispute (Dokumentarfilm)
- 1983: Patu! (Dokumentarfilm)
- 1988: Mauri
- 1990: Mana Waka (Dokumentarfilm)
- 2002: Hotere (Dokumentarfilm)
- 2011: Te Whakarauora Tangata (Dokumentarfilm)

Filmproduzentin
- 1980: Bastion Point: Day 507 (Dokumentarfilm)
- 1980: Keskidee Aroha (Dokumentarfilm)
- 1983: Patu! (Dokumentarfilm)
- 1988: Mauri
- 2002: Hotere (Dokumentarfilm)
- 2004: Spooked
- 2008: Letter to My Mom (Dokumentarfilm)
- 2008: Keao (Kurzfilm)
- 2011: Te Whakarauora Tangata (Dokumentarfilm)

Drehbuchautorin
- 1988: Mauri
- 1990: Mana Waka (Dokumentarfilm)
- 2002: Hotere (Dokumentarfilm)

Schauspielerin
- 1982: One of those Blighters (Fernsehfilm)
- 1982: Loose Enz (Fernsehserie, 1 Episode)
- 1983: Utu
- 2004: Spooked